# Insula misterioasă (film din 1951)
Mysterious Island este un film științifico-fantastic din 1951. Are 15 capitole și este al 46-lea serial produs de Columbia Pictures. Filmul este o adaptare a romanului din 1874 scris de Jules Verne, Insula misterioasă (L'Île mystérieuse). Ca și în povestea originală, care continuă aventurile din Douăzeci de mii de leghe sub mări, acțiunea acestui serial are loc în anul 1865. Cu toate acestea, în acest serial apar extratereștrii numiți Mercurieni adăugați la lista personajelor negative. Filmul a fost etichetat ca o versiune de epopee spațială a romanului lui Jules Verne.

## Titluri capitole
1. Lost in Space
2. Sinister Savages
3. Savage Justice
4. Wild Man at Large
5. Trail of the Mystery Man
6. The Pirates Attack
7. Menace of the Mercurians
8. Between Two Fires
9. Shrine of the Silver Bird
10. Fighting Fury
11. Desperate Chances
12. Mystery of the Mine
13. Jungle Deadfall
14. Men from Tomorrow
15. The Last of the Mysterious Island